# Ото Лилиентал
Ото Лилиентал (на немски: Otto Lilienthal) е германски изобретател, пионер в авиацията. Той е първият човек, извършил многократно полети с летателен апарат, по-тежък от въздуха – планер. Експериментите на Ото и брат му Густав са продължение на започнатото от англичанина Джордж Кайли. Някои от най-ранните му опити, направени с подкрепата на Густав са неуспешни, и двамата се отказват от създаването на орнитоптери като летателни апарати. Интересът му към планерите, като средство за полет на човек, е прекъснат от службата му по време на Френско-Пруската война. Работата по създаването на планер продължава отново след това, като използва и познанията си от професията строително инженерство.
За периода 1893 – 1896 година, Ото извършва над 2500 полета със собствени планери-моноплани,оцелявайки от няколко катастрофи. На 9 август 1896 година, при внезапен порив на вятъра, крилото на планера му се чупи на 17 m височина и при падането Ото счупва гръбнака си. Умира на следващия ден с думите „Kleine Opfer müssen gebracht werden!“ – „Трябва да бъдат правени някои малки жертви!“.
Впоследствие записките на Ото Лилиентал служат за начална основа на експериментите на братя Райт.

## Планери
След дълги наблюдения, изучаване полета на птиците и аеродинамични експерименти, Лилиентал започва да работи върху създаването на планери. Мнението и оценката му за това е изказано в известната му книга „Полета на птиците като основа на изкуството да се лети“ (Bird Flight as the Basis of Aviation) (1889 г.),  където споделя изучаването на формите и анатомията на птичите криле, и прилага данни извлечени от изследването си за построяване на летателен апарат за реализирането на полет на човек.
„Конструкцията на годните летателни прибори под никаква причина не трябва да зависи от създаването на леки и мощни двигатели“. 

### Планер моноплан 1889 година
Първият построен планер е примитивна конструкция. Носещата му конструкция е оформена подобно крило на птица. В крилото е заимствана и механичната им структура като имат един лонжерон, поставен в предния му атакуващ край. Планерът му няма стабилизиращо хоризонтално и вертикално оперение. Използваният материал е дърво и плат. В центъра на крилото е направен отвор за пилота, който трябва да управлява апарата с преместване на тялото си спрямо крилото. Поради голямата разпереност, недостатъчна здравина на конструкцията и липсата на стабилизиращи оперения, полетите с планера са неуспешни.
Технически данни:
- размах – 11 m
- площ на крилото – 10 m2
- кривина на профила – 1/12 [3]

### Планер „Дервитц“ (Derwitzer) 1891
Този планер е усъвършенстван и е построен при използването на натрупания опит от предишните експерименти. Основният материал е дърво и плат. С планерът за пръв път са проведени планиращи полети. Направени са конструктивни промени като е поставен вертикален стабилизатор, а здравината на конструкцията се обезпечава от три лонжерона.
Технически данни:
- размах – 5,4 m
- площ на крилото – 8 m2
- тегло на апарата – 18 kg [4]

### Планер 1892 година
За този, четвърти построен от Ото Лилиентал планер, се ползват данни от запазен чертеж. Крилото е със сложни очертания и усилена многолонжеронна конструкция. Основният материал отново е дърво и плат. Построеният апарат притежава хоризонтално и вертикално и оперение. Характерното на новите приспособления за стабилизиране е, че вертикалния стабилизатор е изнесен назад зад хоризонталното оперение. Кривината на профила е намалена в сравнение с предишните конструкции. Резултатът от експериментирането с този планер е отбелязано от самия Лилиентал, като потвърждава безспорното му преимущество именно поради по-малката кривина на профила. Далечината на полета по хоризонтала е осем пъти по-голяма от височината на хълма от която е започнал полета.
Технически данни:
- размах – 9,5 m
- площ на крилото – 14,7 m2
- хорда на крилото – 2,5 м
- тегло на апарата – 20 kg [5]

### Планер моноплан със сгъващи се крила 1893 година
През 1893 г. е създаден планер, който е база за всички последващи разработки. Конструктивно този апарат се различава от всички създадени поради това, че крилото може да се сгъва и да става удобно за съхранение и транспорт. По изявление на Лилиентал, идеята за построяването е взета от конструкцията на крилото на прилепа. Новост в планера е и подвижния хоризонтален стабилизатор, който като се повдига нагоре в момент на приземяване, увеличава ъгъла на атака и намалява скоростта при приземяване. С този планер са извършени много успешни полети. Като стартира от високи хълмове,
Лилиентал достига дължина на полета до 250 метра и време на полета 20 – 30 секунди.
Технически данни:
- размах – 6,6 m
- площ на крилото – 14 m2
- тегло на апарата – 20 kg [6]

### Планер 1893 година
Този планер е увеличена модификация на планера от 1893 г. Големият размах и голямата носеща площ на крилото, са причина планерът да се управлява ефективно при балансиран полет само при слаб вятър.
Технически данни:
- размах – 8,7 m
- площ на крилото – 17,5 m2[6]

### Планер 1893 – 1894 година
При конструирането на този планер-моноплан Лилиентал използва опита за създаване на планер със сгъващи се крила. Този планер е с по-малки размери от направените преди това и след експериментирането е продаден на неговия ученик Зайлер, който успешно е летял с него.
Технически данни:
- размах – 6,2 m
- площ на крилото – 13,4 m2[6]

### Мотопланер 1893 година
Идеята за построяването на мотопланер е, по време на полет да се включва двигател под действието на който планерът да преминава от един на друг възходящ поток и с това да се увеличи продължителността на полета. Работите му върху изследване полета на птиците определя и концепцията на Лилиентал за конструкцията и за полета с такъв апарат. Тя се състои в това, че двигателят трябва да е малък и крилата, подобни на птичите (с разперени в краищата пера), трябва да създават необходимата аеродинамична сила за движение напред. Малкият двигател с вътрешно горене и тегло 20 kg се носи от летеца. Посредством механична връзка с щанги крилата се привеждат в махови движения. Планерът е построен и е изпитван само като планер, поради липсата на подходящ надеждно работещ двигател.
Технически данни:
- размах – 8 m [6]

### Планер „Модел Штолн“ 1894 година
Създаденият планер е вариант на конструкцията на планера от 1893 г. При стартиране с този планер от изкуствено създаден хълм по негова поръчка с височина 15 метра, Лилиентал поставил апарата в много голям ъгъл на атака, от което последвал срив и стръмно пикиране. От много тежка контузия го спасила защитната скоба, поставена отпред на крилото.

### Планер за полети при силен вятър (Sturmflṻgelmodell) 1894 година
Това е най-малкият планер построен от Лилиентал. Сега този възстановен екземпляр се съхранява в Техническия музей на Виена, Австрия.
Технически данни:
- размах – 6 m
- площ на крилото – 9 m2[7]

### Планер „Стандартен“ (Normal Segelapparat) 1894 година
При проведените експерименти, построените планери показали добри качества при планиране. През 1894 г. Лилиентал решава да произвежда планери за продажба. Опитният образец на тази конструкция е наречена „Стандартен“. Този апарат използва схемата на създадените преди това планери със сгъваеми крила, удобни за транспорт и съхранение. За постигане на по-висока устойчивост по време на полет хоризонталния стабилизатор е изместен с около един метър назад. От този модел са произведени минимум 9 екземпляра, което може да се приеме като първият серийно произвеждан апарат в авиацията. Един апарат от тези се съхранява в Научно-мемориалния музей Н.Е. Жуковски в Москва.
Технически данни:
- размах – 6,7 m
- площ на крилото – 13 m2[7]

### Планер с балансно-аеродинамическо управление 1895 година
След производството на планера „Стандартен“, Лилиентал продължава да работи върху усъвършенстването на монопланите си. Промените по същество са конструкторски решения, целящи подобряване на управлението на летателните апарати и повишаване на безопасността при полети. Изпитаните нововъведения са отклонения на плоскости в предния край на крилото и аеродинамически спирачки с подвижно опашно оперение, управлявани чрез преместване на тялото на пилота. Аеродинамичните методи за управление във вида разработвани от Лилиентал не дават очаквания резултат. С това той прекратява работата си по експериментиране на такова управление.

### Планер биплан 1895 година
На планерите моноплани се провеждат успешни полети при скорост на вятъра от порядъка на 5 – 6 m/s. При по-висока скорост на вятъра балансното управление на планерите не е надеждно.
За провеждане на по-сигурно управление при по-високи скорости на вятъра, Лилиентал решава да постави две плоскости една над друга. С това увеличава подемната сила в сравнение с планера моноплан, но го прави и по-чувствителен към преместването на центъра на тежестта. Първият биплан е готов през есента на 1885 г. Като базов е използван произведения „Стандартен“ моноплан през 1894 г. Двете крила на биплана са поставени едно над друго на разстояние 3/4 от ширината на крилото и са свързани с две стойки и няколко кабелни връзки. Построеният биплан се управлява по-леко и устойчиво планира при скорост на вятъра 10 m/s.
Технически данни:
- размах – 5,5 m
- обща площ на крилата – 18 m2[8]

Лилиентал продължава да експериментира с биплани, като още в 1895 г. създава биплан с по-големи размери. При слаб вятър, полетът с него надеждно се управлява, но при по-силен вятър управлението му е затруднено.
Технически данни:
- размах – 7 m
- обща площ на крилата – 25 m2[8]